# Trip the Light Fantastic
Trip the Light Fantastic — третий студийный альбом английской певицы Софи Эллис-Бекстор, выпущенный 21 мая 2007 года сразу после релиза двух синглов: «Catch You» и «Me and My Imagination». Альбом был доступен для скачивания в интернете за три дня до релиза в Великобритании.

## Список композиций
1. «Catch You» (Cathy Dennis, Greg Kurstin) — 3:18
2. «Me and My Imagination» (Софи Эллис-Бекстор, Matt Prime, Hannah Robinson) — 3:27
3. «Today the Sun's on Us» (Софи Эллис-Бекстор, Steve Robson, Nina Woodford) — 4:18
4. «New York City Lights» 3:53
5. «If I Cant Dance»(Софи Эллис-Бекстор, Dimitri Tikovoi) — 3:26
6. «The Distance Between Us» 4:26
7. «If You Go» (Софи Эллис-Бекстор, Miranda Cooper, Brian Higgins, Tim Powell) — 3:27
8. «Only One» (Софи Эллис-Бекстор, Dan G. Sells) — 3:45
9. «Love Is Here» (Софи Эллис-Бекстор, Sells) — 4:34
10. «New Flame» (Софи Эллис-Бекстор, Dimitri Tikovoi) — 2:51
11. «China Heart» (Софи Эллис-Бекстор, Pascal Gabriel, Robinson) — 3:44
12. «What Have We Started?» (Софи Эллис-Бекстор, Gabriel, Robinson) — 4:06
13. «Can’t Have It All» (Софи Эллис-Бекстор, Francis «Eg» White) — 4:07 [Бонус-трек]
14. «Supersonic» (Софи Эллис-Бекстор, Fred Schneider, Bruce B. Brody, James Staub) — 4:03 [Бонус-трек]

## Другие изданные треки
| #  | Название          | Авторы                                         | Выпущен в:                                           |
| -- | ----------------- | ---------------------------------------------- | ---------------------------------------------------- |
| 1. | Dear Jimmy        | Sophie Ellis-Bextor/Hannah Robinson/Matt Prime | Popjustice: 100% Solid Pop Music.                    |
| 2. | Down With Love    | Sophie Ellis-Bextor/Rob Davis/Jewels & Stone   | «Catch You» CD-Сингл, как B-side версия.             |
| 3. | Move To The Music | Sophie Ellis-Bextor/Pascal Gabriel             | «Me and My Imagination» CD-Сингл, как B-side версия. |
| 4. | Here’s To You     | Sophie Ellis-Bextor/Anu Pillai                 | «Me and My Imagination» Vinyl-Сингл.                 |
| 5. | Duel              | Claudia Brücken/Michael Mertens/Ralf Dörper    | «Today The Sun's On Us» CD-Сингл.                    |
| 6. | Love Is The Law   | Sophie Ellis-Bextor/Dimitri Tikovoi            | Доступен для бесплатной загрузки с оф. сайта         |